# Morska Służba Poszukiwania i Ratownictwa
Morska Służba Poszukiwania i Ratownictwa (MSPiR) – polska państwowa jednostka budżetowa podległa ministrowi właściwemu ds. gospodarki morskiej, powstała 1 stycznia 2002, do której zadań należy pomoc i likwidowanie zagrożeń w akwenie polskiej strefy odpowiedzialności. Do zadań Służby SAR należy poszukiwanie i ratowanie każdej osoby znajdującej się w niebezpieczeństwie na morzu, bez względu na okoliczności, w jakich znalazła się w niebezpieczeństwie, przez: 
1) utrzymywanie ciągłej gotowości do przyjmowania i analizowania zawiadomień o zagrożeniu życia na morzu;  
2) planowanie, prowadzenie i koordynowanie akcji poszukiwawczych i ratowniczych; 
3) utrzymywanie w gotowości sił i środków ratownictwa życia na morzu;  
4) współdziałanie podczas akcji poszukiwawczych i ratowniczych z jednostkami organizacyjnymi w tym Siły Zbrojne Rzeczypospolitej Polskiej, Państwowa Straż Pożarna, Straż Graniczna, Policja, Państwowe Ratownictwo Medyczne oraz inne jednostki będące w stanie udzielić pomocy.;  
5) współdziałanie z innymi systemami ratowniczymi funkcjonującymi na obszarze kraju;  
6) współdziałanie z odpowiednimi służbami innych państw, w szczególności podczas akcji poszukiwawczych i ratowniczych.

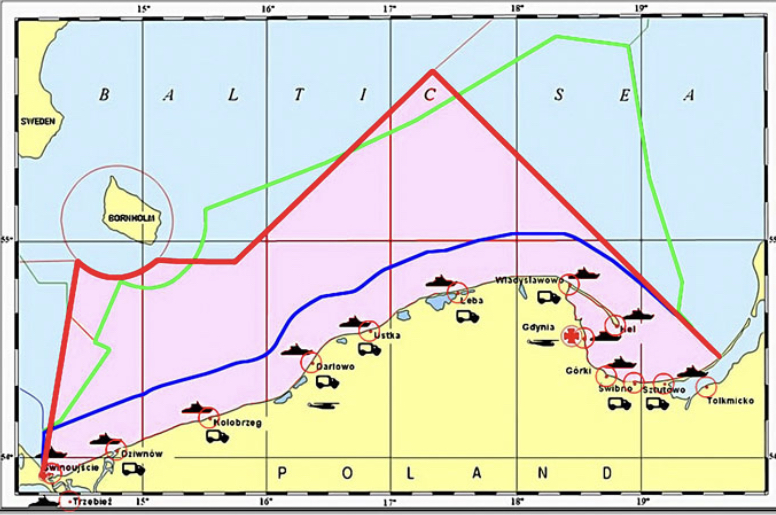
Obszar działania Morskiej Służby Poszukiwania i Ratownictwa.

Służba SAR wykonuje także inne zadania związane z bezpieczeństwem morskim i zwalczaniem zagrożeń i zanieczyszczeń na morzu, oraz może wykonywać, w ramach prowadzonych akcji ratowniczych, działania z zakresu ratownictwa morskiego w rozumieniu przepisów ustawy z dnia 18 września 2001 r. – Kodeks morski.
Brygada Lotnictwa Marynarki Wojennej zapewnia wsparcie lotnicze przy użyciu śmigłowców PZL W-3 WARM Anakonda bazującego w 43 Bazie Lotnictwa Morskiego w Gdyni Oksywiu oraz śmigłowca W-3WARM lub Mi-14PŁ/R bazującego w 44 Bazie Lotnictwa Morskiego w Darłowie. Zadania te zwane są Służbą SAR (Search And Rescue).
Przed rokiem 2002 MSPiR stanowiła część Polskiego Ratownictwa Okrętowego.

## Bazy
Polskie statki i łodzie ratownicze stacjonują w następujących portach:
- Tolkmicko
- Port morski Gdańsk – Górki Zachodnie (u ujścia Wisły Śmiałej)
- Gdynia
- Hel
- Władysławowo
- Łeba
- Ustka
- Darłowo
- Kołobrzeg
- Dziwnów
- Świnoujście
- Trzebież.

W Sztutowie, Świbnie, Władysławowie, Łebie, Ustce, Darłowie, Kołobrzegu i Dziwnowie stacjonują też jednostki ratownictwa brzegowego.

## Flota MSPiR
W lipcu 2019 rozpisano przetarg na budowę nowej, wielozadaniowej jednostki o kosztorysowej wartości 275–280 mln zł (w tym 238 mln zł, tj. 80% wartości zamówienia ze środków UE), która do końca 2022 miała zastąpić Kapitana Poinca. Statek miałby usuwać zanieczyszczenia chemiczne, być wykorzystywany do ratowania rozbitków, czy gaszenia pożarów. Z uwagi na brak ofert ogłoszony w lipcu 2019 przetarg unieważniono. Po serii spotkań i konsultacji z oferentami MSPiR rozpisano nowy przetarg, uwzględniający uwagi potencjalnych wykonawców. Ostatecznie, cztery dni przed terminem składania ofert (21 lutego 2020), podjęto decyzję o unieważnieniu przetargu. Decyzja związana jest z planowanym przeniesieniem zadań Służby SAR.
| Nazwa         | Bandera | Typ      | Stocznia                    | Rok prod. | Długość/ szerokość | Tonaż | Prędkość | Uciąg na palu |
| ------------- | ------- | -------- | --------------------------- | --------- | ------------------ | ----- | -------- | ------------- |
| Kapitan Poinc | Polska  |          | Damen                       | 1996      | 53,37/13,59        | 1347  | 13       | 74            |
| Czesław II    | Polska  |          | Tczewska Stocznia Rzeczna   | 1988      | 21,99/6,01         | 103   | 9        |               |
| Bryza         | Polska  | SAR-1500 | Damen                       | 2002      | 15,2/5,39          | 24    | 30       | 3,16          |
| Cyklon        | Polska  | SAR-1500 | Damen                       | 1997      | 15,2/5,39          | 24    | 30       | 3,16          |
| Huragan       | Polska  | SAR-1500 | Damen                       | 1998      | 15,2/5,39          | 24    | 30       | 3,16          |
| Monsun        | Polska  | SAR-1500 | Damen                       | 2000      | 15,2/5,39          | 24    | 30       | 3,16          |
| Szkwał        | Polska  | SAR-1500 | Damen                       | 1999      | 15,2/5,39          | 24    | 30       | 3,16          |
| Tajfun        | Polska  | SAR-1500 | Damen                       | 2000      | 15,2/5,39          | 24    | 30       | 3,16          |
| Wiatr         | Polska  | SAR-1500 | Damen                       | 2001      | 15,2/5,39          | 24    | 30       | 3,16          |
| Orkan         | Polska  | SAR-3000 | Stocznia Marynarki Wojennej | 2009      | 36,9/8,1           | 276   | 24       |               |
| Sztorm        | Polska  | SAR-3000 | Remontowa Shipbuilding      | 2011      | 36,9/8,1           | 276   | 24       |               |
| Pasat         | Polska  | SAR-3000 | Stocznia Marynarki Wojennej | 2009      | 36,9/8,1           | 276   | 24       |               |

Flota MSPiR
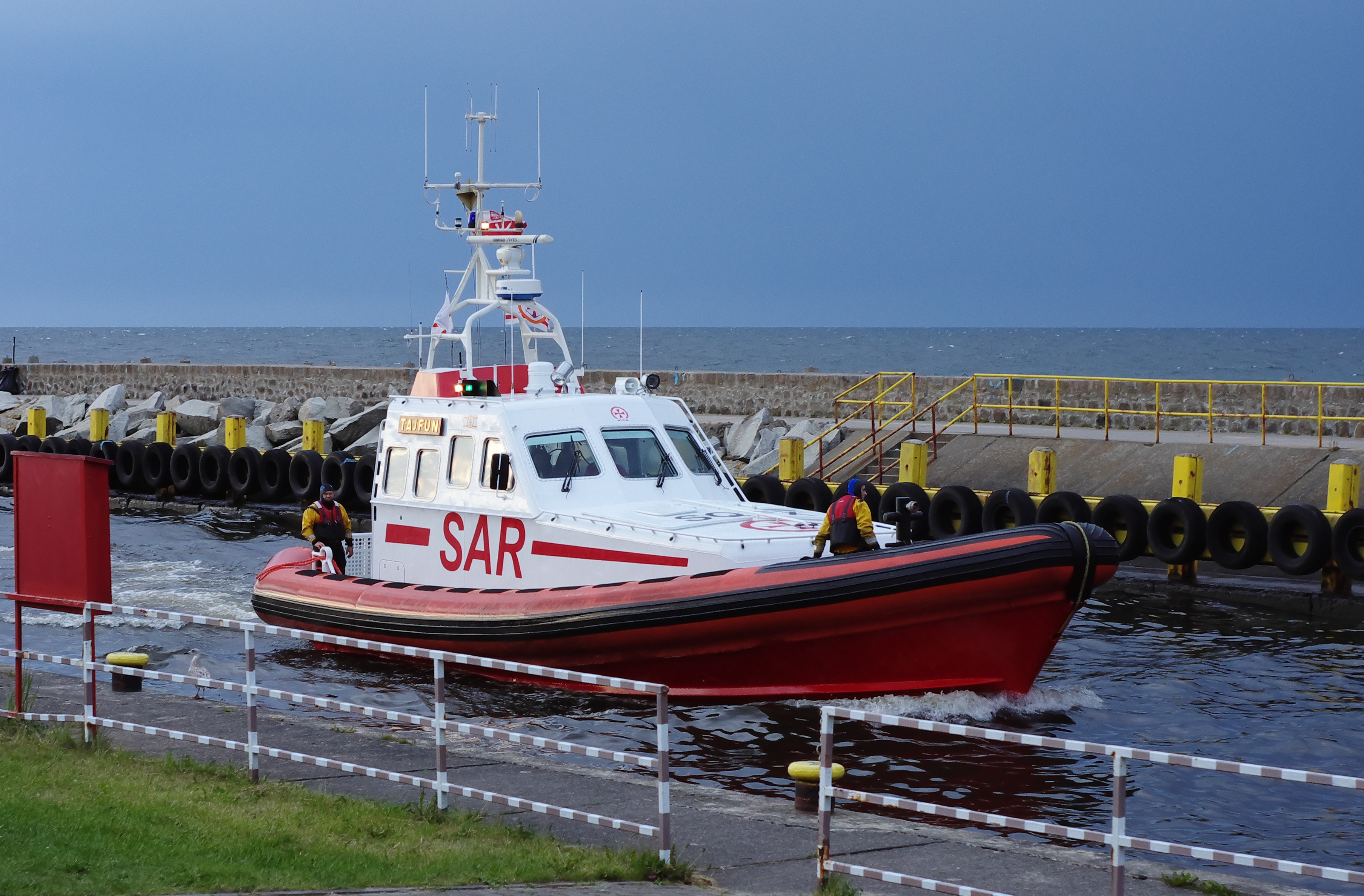
Tajfun (statek typu SAR-1500) wchodzi do portu w Darłowie
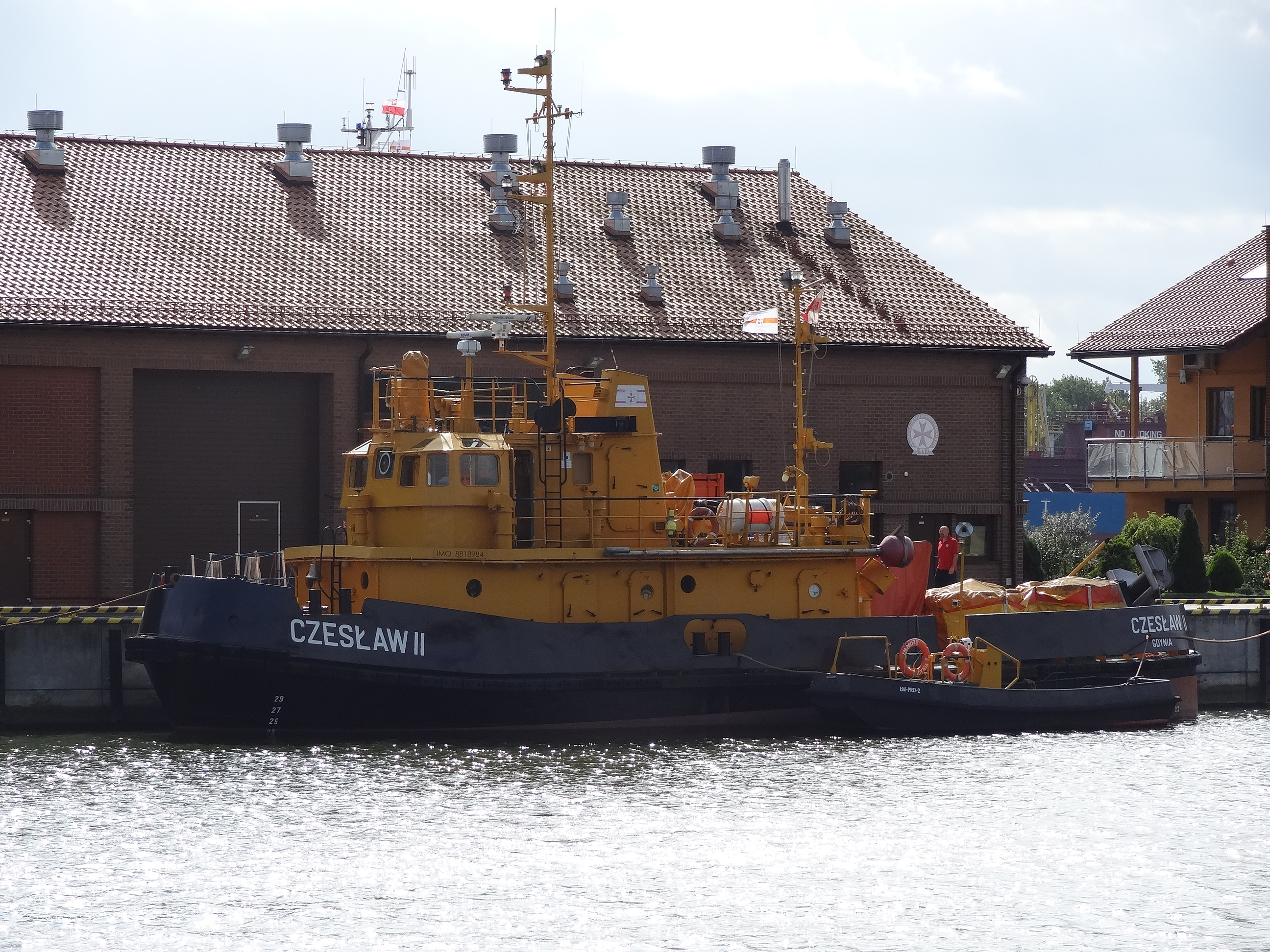
Statek Czesław II
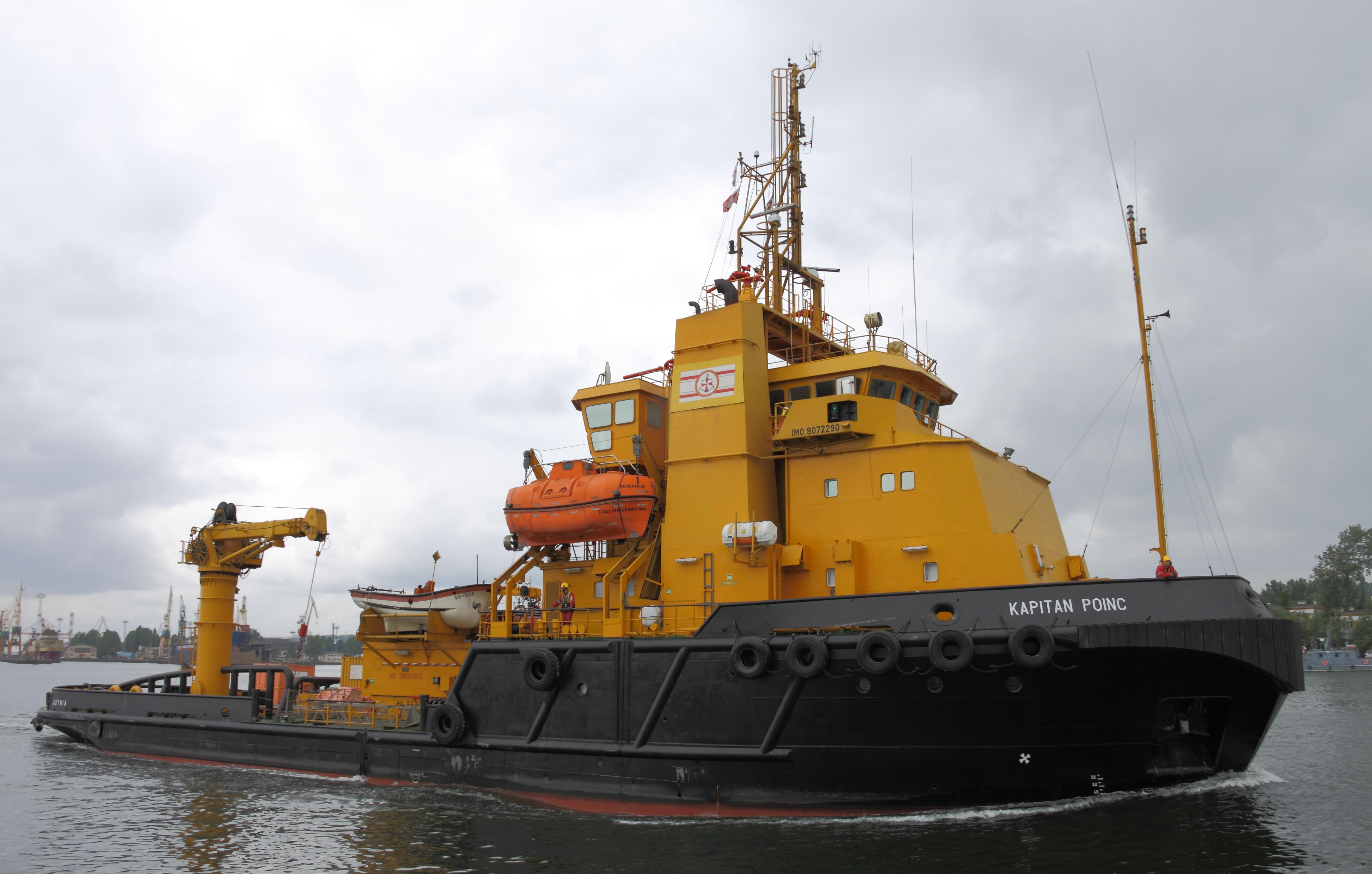
Statek Kapitan Poinc
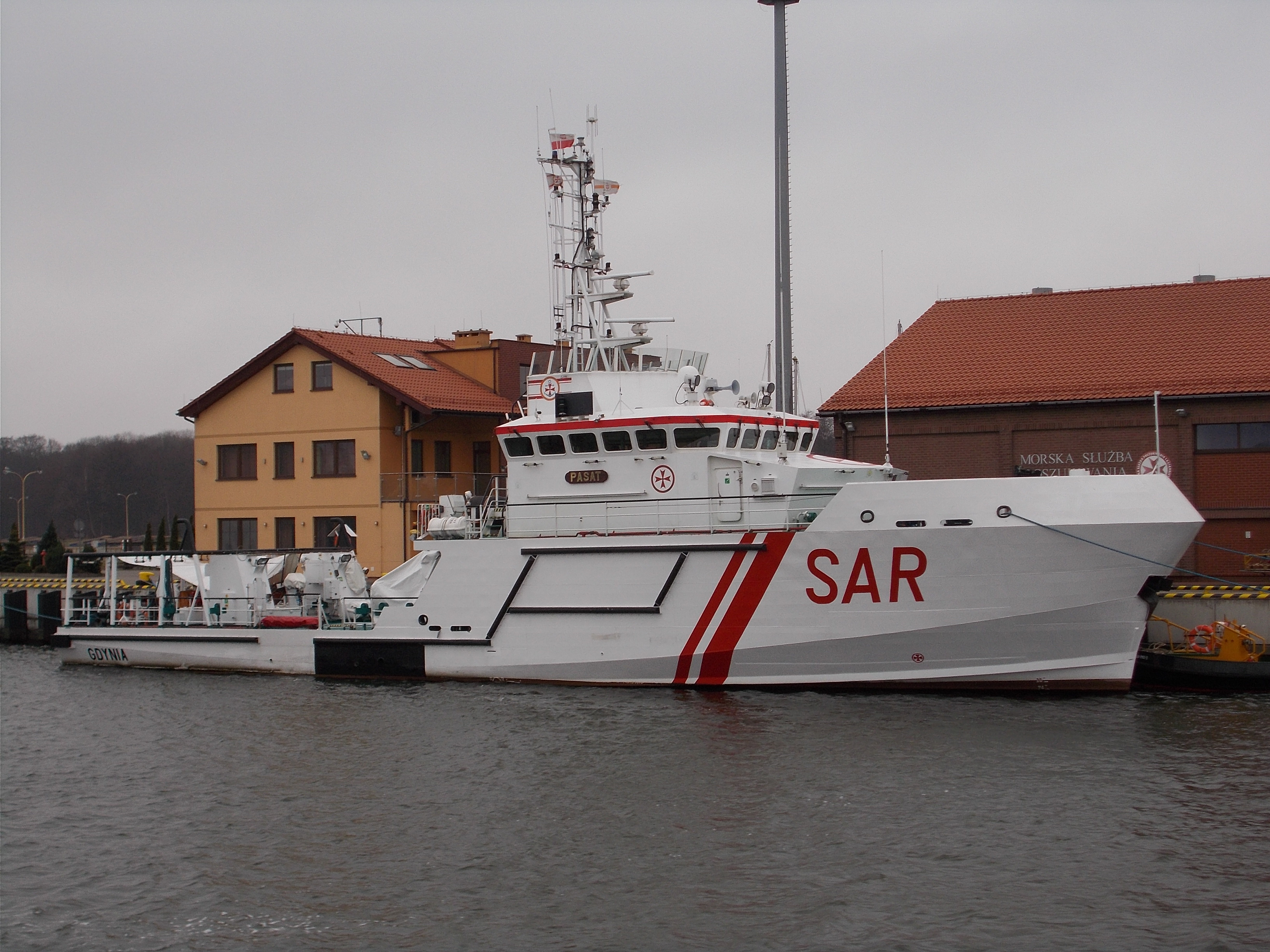
Pasat (statek typu SAR-3000)

Ustawa o godle, barwach i hymnie Rzeczypospolitej Polskiej... (Dz.U. z 2024 r. poz. 155) w art. 9 nakazuje statkom morskim pełniącym specjalną służbę państwową, podniesienie (obok bandery) flagi specjalnej.

Rozporządzenie Ministra Infrastruktury (Dz.U. z 2005 r. nr 235, poz. 1998) określa jej wzór i okoliczności używania.
Jednostki MSPiR podnoszą (obok bandery państwowej i własnej, ze znakiem armatorskim) jedną z dwóch, niżej wymienionych flag:
| Flaga ze znakiem armatorskim MSPiR. | Flaga statków ratowniczych oraz specjalnych statków do zwalczania zanieczyszczeń. | Flaga statków pożarniczych. |

## Pojazdy specjalistyczne MSPiR[3]

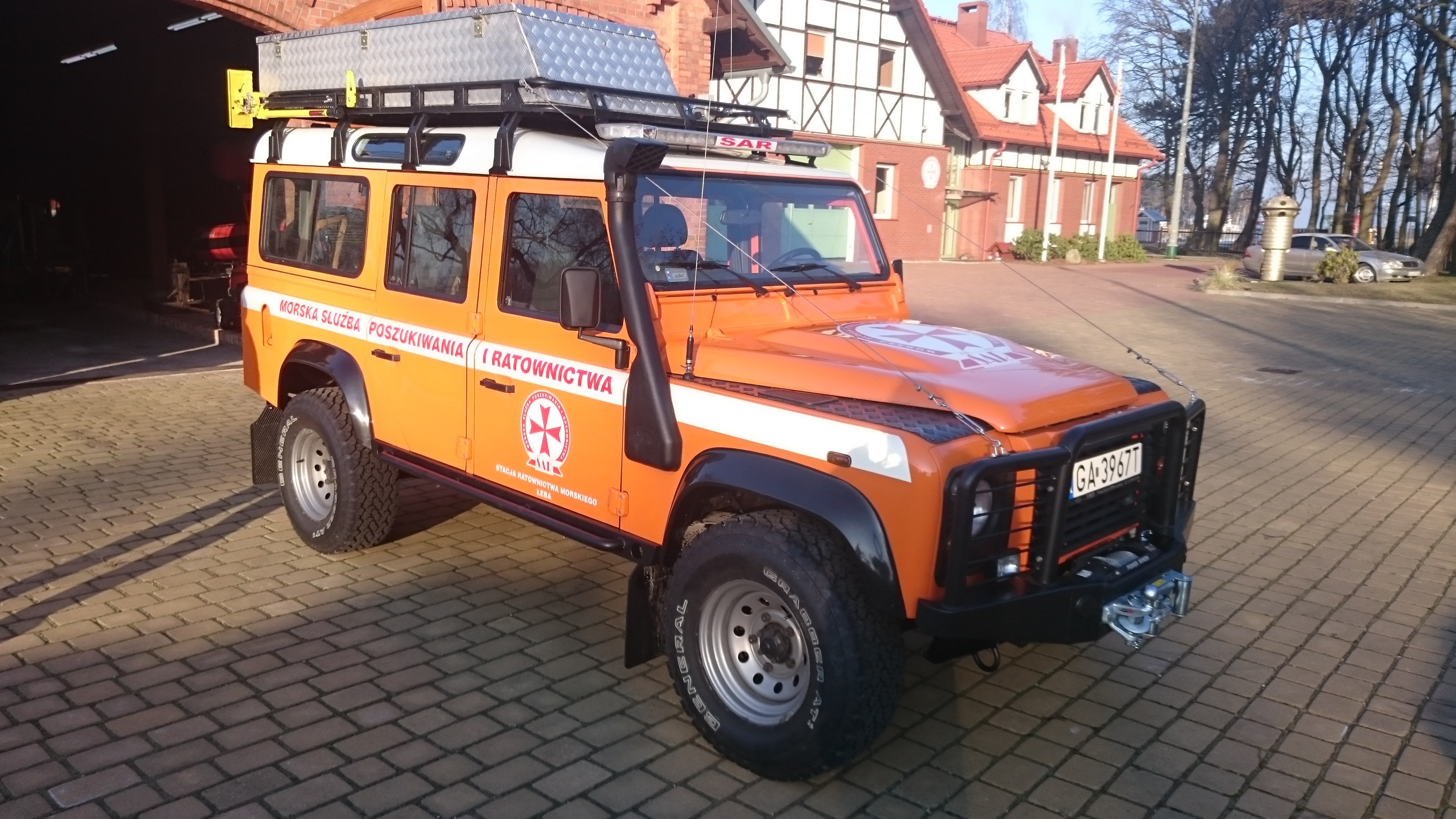
Land Rover Defender MSPiR

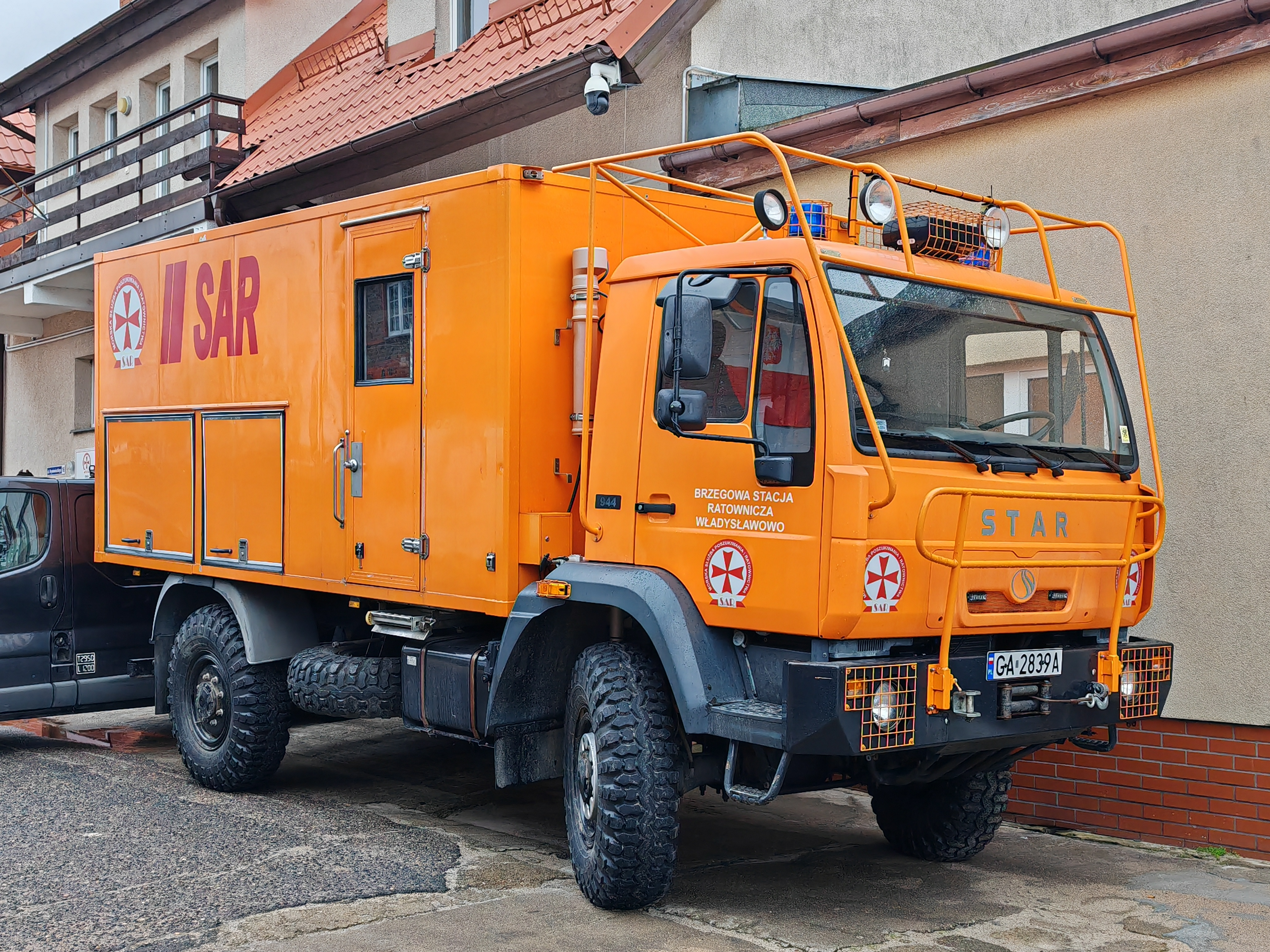
Starman 944 MSPiR

- Specjalistyczny samochód ratowniczy typu Star 744 wyposażony w system łączności SAILOR COMPACT VHF RT-2048, zestaw ratownictwa medycznego PSP R-1, wyrzutnie linki ratunkowej, ubrania i zapas żywności dla rozbitków, agregat prądotwórczy z kompletem naświetlaczy do działań nocnych, zestaw rakiet sygnałowych i oświetlających, zapas paliwa dla łodzi ratowniczej.
- Specjalistyczny samochód ratowniczy typu Land Rover Defender wyposażony w system łączności VHF – pasmo morskie, CB radio, zestaw ratownictwa medycznego PSP R-1, wyrzutnie linki ratunkowej, ubrania i sprzęt ochronny dla ratowników, ubrania i zapas żywności dla rozbitków, agregat prądotwórczy z kompletem naświetlaczy do działań nocnych, zestaw rakiet oświetlających, zapas paliwa do łodzi ratowniczej, wyciągarkę i hak holowniczy.
- Specjalistyczny samochód ratowniczy typu Starman 944 wyposażony w system łączności SAILOR COMPACT VHF RT-2048, zestaw ratownictwa medycznego PSP R-1, wyrzutnie linki ratunkowej, ubrania i zapas żywności dla rozbitków, agregat prądotwórczy z kompletem naświetlaczy do działań nocnych, zestaw rakiet sygnałowych i oświetlających, zapas paliwa dla łodzi ratowniczej.
- Specjalistyczny samochód ratowniczy typu Mercedes-Benz Unimog wyposażony w system łączności VHF – pasmo morskie, CB radio, kamerę podczerwieni, zestaw ratownictwa medycznego PSP R-1, wyrzutnie linki ratunkowej, ubrania i zapas żywności dla rozbitków, agregat prądotwórczy z kompletem naświetlaczy do działań nocnych, zestaw rakiet sygnałowych i oświetlających, zapas paliwa dla łodzi ratowniczej[4].